# Leptochiton okamurai
Leptochiton okamurai är en blötdjursart som beskrevs av Saito 200. Leptochiton okamurai ingår i släktet Leptochiton och familjen Leptochitonidae. Inga underarter finns listade i Catalogue of Life.